# Grb Občine Straža
Grb Občine Straža je upodobljen na španskem ščitu s polkrožnim zaključkom, ki ima razmerje stranic 5:6. 
Grb je razdeljen na tri barvna polja, ki ponazarjajo pokrajino v kateri leži občina. Spodnje modro polje predstavlja reko Krko, zeleno polje zgoraj predstavlja hrib Srobotnik, pod katerim leži večina občine, belo polje pa odpiranje proti ravnini. 
Osrednji motiv na ščitu je krog, ki na zgornjem zelenem polju predstavlja list krožne žage, na spodnjem modrem polju pa polovico kroga predstavlja mlinsko kolo. Oba simbola predstavljata ključni panogi občine v preteklosti.  